# Neoscaphus simplex
Neoscaphus simplex is een keversoort uit de familie loopkevers (Carabidae). De wetenschappelijke naam van de soort is voor het eerst geldig gepubliceerd in 1888 door Sloane.